# Impatiens drepanophora
Impatiens drepanophora är en balsaminväxtart som beskrevs av Joseph Dalton Hooker. Impatiens drepanophora ingår i släktet balsaminer, och familjen balsaminväxter. Inga underarter finns listade i Catalogue of Life.